# Side Three
Side Three je patnácté sólové studiové album amerického hudebníka Adriana Belewa. Vydáno bylo v dubnu roku 2006 společností Sanctuary Records Group a jeho producentem byl sám Belew. Jde o poslední ze série, kterou v předchozím roce zahájilo album Side One, jež bylo následováno deskou Side Two (v roce 2007 vyšlo album Side Four, které je však záznamem z koncertu). Kromě Belewa, který si obvykle svá alba nahrával sám, se na desce podíleli například Les Claypool a Robert Fripp.

## Seznam skladeb
Autorem všech skladeb je Adrian Belew.
1. „Troubles“ – 3:14
2. „Incompetence Indifference“ – 5:02
3. „Water Turns to Wine“ – 3:47
4. „Crunk“ – 1:17
5. „Drive“ – 3:27
6. „Cinemusic“ – 1:37
7. „Whatever“ – 3:18
8. „Men in Helicopters v4.0“ – 3:07
9. „Beat Box Car“ – 4:30
10. „Truth Is“ – 1:34
11. „The Red Bull Rides a Boomerang Across the Blue Constellation“ – 4:34
12. „&“ – 3:18

## Obsazení
- Adrian Belew – zpěv, různé nástroje
- Les Claypool – baskytara
- Danny Carey – bicí
- Robert Fripp – kytara
- Mel Collins – saxofon
- The Prophet Omega – hlas
- Martha Belew – hlas